# Akin Pa Rin Ang Bukas
Akin Pa Rin Ang Bukas es una serie de televisión filipina transmitida por GMA Network desde 2013. Está protagonizada por Lovi Poe, Rocco Nacino y Charee Pineda.

## Elenco
- Lovi Poe como Lovelia Suarez.
- Rocco Nacino como Gerardo "Jerry" Sandoval.
- Charee Pineda como Agatha Morales.
- Cesar Montano como Conrad Ramirez.
- Solenn Heussaff como Jade Carmelo.
- Gary Estrada como Rowell Villacorta.
- Liza Lorena como Beatrice Suarez.
- Gloria Romero como Cristina Alperos.
- Kier Legaspi como Brando Morales.
- Ruru Madrid como Junior Ramirez.
- Freddie Webb como Don Jaime Villacorta.
- Ina Feleo como Emma Ignacio.